# Гусиње
Гусиње је град и сједиште истоимене општине у Црној Гори. Према попису из 2023. било је 1.877 становника.

## Географија
Гусиње се налази у непосредној близини границе са Албанијом, на ушћу Врује у реку Грнчар. Налази се у југозападном делу Плавско-Гусињског басена на око 900 m надморске висине, испод стрмих падина Проклетија са југа и Виситора са сјевера. Нема битан саобраћајно-географски положај тако да је подручје изразите миграције становништва. Окружено је високим планинама и има оштру климу.

## Историја
О Гусињу се мало зна из ранијих вијекова. По мишљењу Рачкога Дукљанинова "жупа Гуисенио" биће да је Гусиње и његов крај. У 14. вијеку је у Плавској жупи постојало село Гусино, без сумње данашње Гусиње.
Под Турцима ту је владала осиона породица Реџепагићи, од које су познати по злу Ђулбег и Алибег. Они су владали са готово неограниченим правима у целој Васојевићкој нахији. Након Берлинског конгреса 1878. године Гусиње је припало Црној Гори али се томе супротставио Алибег Реџепагић. Он је убио султановог изасланика Маџар-пашу, који је дошао да преда Црногорцима, Гусиње и Плав. Уследиле су борбе Алибегове војске са регуларном црногорском; следеће 1879. године доживели су Црногорци пораз на Новшићу. Сутрадан након те битке, освануло је на градским зидинама Гусиња 230 одсечених црногорских глава. Марко Миљанов, црногорски командант, сачувао је свега око 30 војника живих. Статус Гусиња је решен 1880. године, када је оно остављено Турској, а Црној Гори је у замену дат Улцињ.
Старије становништво Гусиња су рано изагнали Клименте и загосподарили оним крајем. Њих су од прије око почетка 18. вијека напала и изагнала околна племена. Од тада су Гусиње населили плавски муслимани и др., и оно је постало сједиште власти оног краја. Гусињски муслимани су раније били православни Срби, а за време Турака дуго су били (до 1737) "привидни муслимани". То потврђује писмо српског патријарха Арсенија IV Шакабенте, у којем 27. новембра 1737. године помиње муслимане из Гусиња, који су хтели "примити хришћанску веру". Француз Ами Боуе (Ami Boué, 1794-1881) је 1836. рачунао да Гусиње има 300 домова српских и арнаутских, а Јуришић у половини 19 вијека налази, да је Гусиње имало 400 домова, од којих су четвртина били српски.
У турско доба Гусиње је водило трговину са Скадром, Пећи и Митровицом. Чувено је по октобарском вашару. Кроз Гусиње и Плав је водио стари пут од Котора и Скадра за Пећ.
У кази Гусиње 1895. године је било 4.518 Турака, 712 Јевреја, 20 протестаната што је укупно 5.250 становника. Срба по том извору није ни било у кази (срезу)?.
Гусиње је 7. октобра 1912. године освојила црногорска војска. До 1912. године Гусиње са удолином Врмош је била у саставу Турског царства. Али и поред тога Врмош је био својина црногорског племена Куча, којима су по споразуму Турске и Црне Горе, Арбанаси морали плаћати редовни годишњи данак. Током Првог светског рата аустроугарске трупе су заузеле 20. октобра 1916. године Гусиње. Приликом одређивања границе са Албанијом Врмош је "привремено" припао Албанији, чиме је пресечен најкраћи пут ка Подгорици.
У месту је између 1868—1876. године радила српска народна школа. Поново је отворена 1892. године. Нова школа је почела да се гради 1934. године за време управитеља школе Зоговића и председника општине Гусиње Соља Анкачевића. Нова велика модерна школа је била отворена у септембру 1937. године.
У међуратном периоду, 1934. године, се каже за Гусиње да је то "варошица у котлини, забачена и без комуникација - бори се садашњом кризом". Тада је у месту око 5.000 људи, са малим кућама турским уџерицама - "кровињарама" од дасака. Од месних институција најважније су успешна Кредитна задруга и Соколско друштво (са 300 чланова). Три године касније 1937. Гусиње је добило нову зграду царинарнице са двема царинским караулама. У 1938. је планирана градња водовода и електричне централе. Почетком те године у пожару је страдало 13 дућана и две пекаре.

## Знаменитости
Од културно историјских споменика у Гусињу значајнији су православна црква Светог Ђорђа, Везирова џамија и католичка црква Светог Антона у Дољи код Гусиња.
Црква Светог Ђорђа у Гусињу подигнута је на месту старијег објекта, 1926. године. Подигнута је на предлог поп Ђорђа Шекуларца прилозима овдашњег православног становништва али и општине Гусиње. Попа је путовао по Југославији и скупљао прилоге за цркву. Црква је једнобродне основе, зидана од необрађеног притесаног камена. Под је од камених плоча, а кровни покривач од сидра. Отвори имају камене оквире са лучним завршецима. Иконостас је рад Петра Чолановића из 1926. године. Иконе су рађене у техници уље на платну. У цркви је педесетак штампаних руских књига, од којих седам из 18. вијека.
Везирова џамија је најстарији сачувана џамија у Гусињу, саградио ју је скадарски везир Кара Махмуд Бушатлија 1765. године
Католичка црква Светог Антонија (Антуна) у Дољи, код Гусиња грађена је 1933—1934. године. Сва је од тесаног камена, у њу може да стане 200 верника, а коштала је градња 250.000 динара. Њу је подигло 30 католичких домова у Гусињу, а са реализацијом се кренуло још 1924. године. Црква је освећена 8. новембра 1934. године, од стране најзаслужнијег, скопског бискупа Ивана Гундаваца. За време Турака ту је било много католика, који су избегли да се не би помуслиманили. Вратили су се у Гусиње након 1918. године.

## Демографија
У насељу Гусиње живи 1189 пунолетних становника, а просечна старост становништва износи 35,6 година (34,3 код мушкараца и 36,8 код жена). У насељу има 483 домаћинства, а просечан број чланова по домаћинству је 3,53.
Ово насеље је углавном насељено Бошњацима (према попису из 2003. године), а у последња три пописа, примећен је пад у броју становника.
|  |

| Демографија | Демографија | Демографија |
| Година      | Становника  | Становника  |
| ----------- | ----------- | ----------- |
|             |             |             |
|             |             |             |
|             |             |             |
|             |             |             |
| 1948.       | 2.402       |             |
| 1953.       | 2.555       |             |
| 1961.       | 2.756       |             |
| 1971.       | 2.695       |             |
| 1981.       | 2.625       |             |
| 1991.       | 2.472       | 2.076       |
| 2003.       | 3.015       | 1.704       |
| 2011.       |             | 1.673       |
|             |             |             |

| Национални састав према попису из 2003.‍ | Национални састав према попису из 2003.‍ | Национални састав према попису из 2003.‍ | Национални састав према попису из 2003.‍ | Национални састав према попису из 2003.‍ |
| --------------------------------------- | --------------------------------------- | --------------------------------------- | --------------------------------------- | --------------------------------------- |
|                                         |                                         |                                         |                                         |                                         |
| Бошњаци                                 | Бошњаци                                 |                                         | 1.175                                   | 68,95%                                  |
| Муслимани                               | Муслимани                               |                                         | 262                                     | 15,37%                                  |
| Албанци                                 | Албанци                                 |                                         | 173                                     | 10,15%                                  |
| Црногорци                               | Црногорци                               |                                         | 48                                      | 2,81%                                   |
| Срби                                    | Срби                                    |                                         | 37                                      | 2,17%                                   |

| Национални састав према попису из 2011.‍ | Национални састав према попису из 2011.‍ | Национални састав према попису из 2011.‍ | Национални састав према попису из 2011.‍ | Национални састав према попису из 2011.‍ |
| --------------------------------------- | --------------------------------------- | --------------------------------------- | --------------------------------------- | --------------------------------------- |
|                                         |                                         |                                         |                                         |                                         |
| Бошњаци                                 | Бошњаци                                 |                                         | 1.098                                   | 65,63%                                  |
| Муслимани                               | Муслимани                               |                                         | 294                                     | 17,57%                                  |
| Албанци                                 | Албанци                                 |                                         | 182                                     | 10,88%                                  |
| Црногорци                               | Црногорци                               |                                         | 46                                      | 2,75%                                   |
| Срби                                    | Срби                                    |                                         | 28                                      | 1,67%                                   |

| \| \| м \| \| \| ж \| \| ? \| 2 \| \| \| 1 \| \| 80+ \| 13 \| \| \| 17 \| \| 75—79 \| 17 \| \| \| 27 \| \| 70—74 \| 35 \| \| \| 48 \| \| 65—69 \| 44 \| \| \| 57 \| \| 60—64 \| 33 \| \| \| 42 \| \| 55—59 \| 37 \| \| \| 35 \| \| 50—54 \| 37 \| \| \| 42 \| \| 45—49 \| 63 \| \| \| 45 \| \| 40—44 \| 57 \| \| \| 69 \| \| 35—39 \| 50 \| \| \| 60 \| \| 30—34 \| 33 \| \| \| 68 \| \| 25—29 \| 39 \| \| \| 57 \| \| 20—24 \| 55 \| \| \| 53 \| \| 15—19 \| 86 \| \| \| 75 \| \| 10—14 \| 67 \| \| \| 77 \| \| 5—9 \| 70 \| \| \| 69 \| \| 0—4 \| 73 \| \| \| 51 \| \| Просек : \| 68 \| \| \| 20 \| |    |  |  |    |
| |    |  |  |    |
| | м  |  |  | ж  |
| ? | 2  |  |  | 1  |
| 80+ | 13 |  |  | 17 |
| 75—79 | 17 |  |  | 27 |
| 70—74 | 35 |  |  | 48 |
| 65—69 | 44 |  |  | 57 |
| 60—64 | 33 |  |  | 42 |
| 55—59 | 37 |  |  | 35 |
| 50—54 | 37 |  |  | 42 |
| 45—49 | 63 |  |  | 45 |
| 40—44 | 57 |  |  | 69 |
| 35—39 | 50 |  |  | 60 |
| 30—34 | 33 |  |  | 68 |
| 25—29 | 39 |  |  | 57 |
| 20—24 | 55 |  |  | 53 |
| 15—19 | 86 |  |  | 75 |
| 10—14 | 67 |  |  | 77 |
| 5—9 | 70 |  |  | 69 |
| 0—4 | 73 |  |  | 51 |
| Просек : | 68 |  |  | 20 |

| Број домаћинстава према пописима из периода 1948—2003. | Број домаћинстава према пописима из периода 1948—2003. | Број домаћинстава према пописима из периода 1948—2003. | Број домаћинстава према пописима из периода 1948—2003. | Број домаћинстава према пописима из периода 1948—2003. | Број домаћинстава према пописима из периода 1948—2003. | Број домаћинстава према пописима из периода 1948—2003. | Број домаћинстава према пописима из периода 1948—2003. |
| Година пописа                                          | 1948.                                                  | 1953.                                                  | 1961.                                                  | 1971.                                                  | 1981.                                                  | 1991.                                                  | 2003.                                                  |
| ------------------------------------------------------ | ------------------------------------------------------ | ------------------------------------------------------ | ------------------------------------------------------ | ------------------------------------------------------ | ------------------------------------------------------ | ------------------------------------------------------ | ------------------------------------------------------ |
| Број домаћинстава                                      | 478                                                    | 510                                                    | 528                                                    | 466                                                    | 450                                                    | 498                                                    | 698                                                    |

| Број домаћинстава по броју чланова према попису из 2003. | Број домаћинстава по броју чланова према попису из 2003. | Број домаћинстава по броју чланова према попису из 2003. | Број домаћинстава по броју чланова према попису из 2003. | Број домаћинстава по броју чланова према попису из 2003. | Број домаћинстава по броју чланова према попису из 2003. | Број домаћинстава по броју чланова према попису из 2003. | Број домаћинстава по броју чланова према попису из 2003. | Број домаћинстава по броју чланова према попису из 2003. | Број домаћинстава по броју чланова према попису из 2003. | Број домаћинстава по броју чланова према попису из 2003. | Број домаћинстава по броју чланова према попису из 2003. |
| Број чланова                                             | 1                                                        | 2                                                        | 3                                                        | 4                                                        | 5                                                        | 6                                                        | 7                                                        | 8                                                        | 9                                                        | 10 и више                                                | Просек                                                   |
| -------------------------------------------------------- | -------------------------------------------------------- | -------------------------------------------------------- | -------------------------------------------------------- | -------------------------------------------------------- | -------------------------------------------------------- | -------------------------------------------------------- | -------------------------------------------------------- | -------------------------------------------------------- | -------------------------------------------------------- | -------------------------------------------------------- | -------------------------------------------------------- |
| Број домаћинстава                                        | 483                                                      | 108                                                      | 88                                                       | 67                                                       | 62                                                       | 66                                                       | 54                                                       | 20                                                       | 9                                                        | 3                                                        | 6                                                        |

| Пол    | Укупно | Неожењен/Неудата | Ожењен/Удата | Удовац/Удовица | Разведен/Разведена | Непознато |
| ------ | ------ | ---------------- | ------------ | -------------- | ------------------ | --------- |
| Мушки  | 601    | 215              | 355          | 16             | 7                  | 8         |
| Женски | 696    | 200              | 347          | 120            | 15                 | 14        |
| УКУПНО | 1.297  | 415              | 702          | 136            | 22                 | 22        |

| Пол    | Укупно                    | Пољопривреда, лов и шумарство | Рибарство                            | Вађење руде и камена | Прерађивачка индустрија       |
| ------ | ------------------------- | ----------------------------- | ------------------------------------ | -------------------- | ----------------------------- |
| Мушки  | 185                       | 15                            | 0                                    | 0                    | 29                            |
| Женски | 79                        | 4                             | 0                                    | 0                    | 5                             |
| Укупно | 264                       | 19                            | 0                                    | 0                    | 34                            |
|        |                           |                               |                                      |                      |                               |
| Пол    | Производња и снабдевање   | Грађевинарство                | Трговина                             | Хотели и ресторани   | Саобраћај, складиштење и везе |
| Мушки  | 7                         | 1                             | 25                                   | 19                   | 9                             |
| Женски | 0                         | 0                             | 9                                    | 7                    | 2                             |
| Укупно | 7                         | 1                             | 34                                   | 26                   | 11                            |
|        |                           |                               |                                      |                      |                               |
| Пол    | Финансијско посредовање   | Некретнине                    | Државна управа и одбрана             | Образовање           | Здравствени и социјални рад   |
| Мушки  | 0                         | 0                             | 19                                   | 16                   | 11                            |
| Женски | 0                         | 1                             | 6                                    | 17                   | 16                            |
| Укупно | 0                         | 1                             | 25                                   | 33                   | 27                            |
|        |                           |                               |                                      |                      |                               |
| Пол    | Остале услужне активности | Приватна домаћинства          | Екстериторијалне организације и тела | Непознато            | Непознато                     |
| Мушки  | 15                        | 0                             | 0                                    | 19                   | 19                            |
| Женски | 2                         | 0                             | 0                                    | 10                   | 10                            |
| Укупно | 17                        | 0                             | 0                                    | 29                   | 29                            |

## Познате личности
- Исмаил Никочи, градоначелник Гусиња, албански правник, члан Комитета народне одбране Косова, побуњеник против владавине Црне Горе и Југославије подручијем Гусиња и Плава
- Али-паша Шабанагић, познатији као Али-паша Гусињски, османски паша, један од вођа Призренске Лиге
- Реџо Бектешевић, албански политички активиста, учесник пограничних сукоба с југословенском војском и полицијом, качак
- Алија Гушанац, вођа крџалија, господар Београда (1804-1806), касније османски паша и сераскер у руско-турском рату (1806-1812)
- Реџо Мулић, југословенски композитор албанског поријекла
- Џенан Радончић, црногорски фудбалер
- Рамо Коленовић, југословенски и српски кајакаш на мирним водама, освајач злата у дисциплини на 10,000 метара на међународном такмичењу (1960)
- Неџад Бајровић, југословенски и босанскохерцеговачки фудбалер
- Бранислав Шошкић, југословенски и српски политичар и економиста, предсједник предсједништва Социјалистичке Републике Црне Горе (1985-1986)
- Џафер-паша Кољеновић, османски паша, командант града Адена (Јемен), међу арапима познат као "ударна песница Јемена", албанског поријекла

## Партнерски градови
Гусиње је побратимљено са сљедећим градовима:
- Пука, Албанија
- План, Округ Скадар, Албанија
- Ивањица, Србија